# The Jam
The Jam era una banda punk rock i mod "revival" activa durant els tardans 1970 i primerencs anys de la dècada dels 1980.
Van ser formats en Woking, Surrey, Anglaterra. Els membres van compartir el punt de vista "d'home jove enfadat" i tempos ràpids del seu punk rock contemporani. L'estètica de The Jam: van portar acurats vestits a mida més que roba estripada, i, més que refusar les influències històriques del rock recent en comú amb altres bandes punk, van incorporar idees dominants en els 1960s en el rock i R&B, particularment de The Who, The Kinks i de la música Motown. Això posa The Jam a banda de la majoria dels seus contemporanis, i els col·loca al front d'un naixent moviment mod de ressorgiment.
Van tenir 18 senzills consecutius en el Top40 de singles en el Regne Unit, del seu debut dins 1977 al seu trencament en desembre de 1982, incloent quatre números u. Fins 2007, "That's Entertainment" i "Just Who Is the 5 O'Clock Hero?" es van mantenir com els singles d'importació més venuts de tots els temps al Regne Unit. Van lliurar un àlbum en viu i sis àlbums d'estudi, el darrer dels quals, The Gift va impactar en el número u de la llista de vendes o Gràfic d'Àlbums del Regne Unit. Quan el grup es dissolgué el 1982, el seus primers 15 singles hom van ser re-llançats i tots es col·locaren al Top100.
La banda va dibuixar una varietat d'influències estilístiques en el transcurs de la seva carrera, inclosa la música Beat dels 1960s, Soul, ritme i blues i roc psicoldèlic, així com punk i new wave dels 70s. El trio va ser caracteritzat per les seves cançons de pop melòdiques, el seu gust clarament anglès i la seva imatge mod. La banda va llançar la carrera de Paul Weller, qui va formar The Style Council i més tard va tenir una carrera sol reeixida. Weller va escriure i va cantar la majoria de les composicions originals de The Jam, i va tocar guitarra rítmica, utilitzant una Rickenbacker 330. Bruce Foxton va proporcionar suport vocal i prominents línies de baix, el qual era el fonament de moltes de les cançons de la banda, inclòs els impactes "Down in the Tube Station at Midnight", "The Eton Rifles", "Going Underground" i "Town Called Malice" usant principalment una Rickenbacker 4001 o un Fender Precision Bass així com, de vegades rares, un Epiphone Rivoli.

## Història

### Formació (1972–1976)

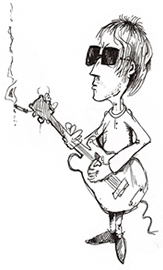
Caricatura dibuixada d'en Paul Weller en el moment de donar el temps de la cançó

The Jam va estar format en Woking, Surrey, Anglaterra, durant 1972. L'alineació era fluida en aquesta etapa, consistint de Paul Weller en baixos i veus principals juntament amb diversos amics de l'institut Sheerwater. Van mostrar les seves primeres actuacions al Michael's, un club local. L'alineació va començar a solidificar en meitat dels 1970s amb Weller, el guitarrista Steve Brookes i el bateria Rick Buckler. En els seus anys primerencs, els seus repertoris van consistir en versions de cançons de rock americà primerenc com ara de Chuck Berry and Little Richard. Van continuar en aquesta vena fins que Weller va descobrir l'àlbum de debut My Generation (The Who) i va quedar fascinat amb música i estil de vida Mod. Va dir més tard: "vaig veure que esdevenir Mod em donaria una base i un angle des dels quals escriure, i això finalment vam fer. Vam sortir i va comprar vestits i va començar tocar versions de Motown, Stax i Atlantic. Vaig comprar una guitarra Rickenbacker, un Lambretta GP 150 i vaig adoptar l'estil de cabell d'Steve Marriott al voltant de l'any 66." Finalment Brookes va deixar la banda, i no va ser reemplaçat. Fins a aquest punt Weller hi havia estat tocant el baix i Foxton hi havia estat segon guitarra de la banda; va persuadir Foxton per agafar la responsabilitat dels baixos i va desenvolupar un estil de combinació de guitarra principal/rítmica influït pel guitarrista de Who Pete Townshend així com pel guitarrista de Dr. Feelgood, Wilko Johnson. L'equip de Weller, Foxton, i Buckler persistiria fins al final de la carrera de The Jam.
En tot moment la banda va ser dirigida per Weller pare, John Weller, qui llavors va dirigir la carrera de Paul fins que ell (John) va morir durant 2009.
En el següent dos anys, The Jam va obtenir un petit club de seguidors al voltant de Londres fent actuacions menors, esdevenint un de les llums noves en la naixent escena punk. Destacaven dels seus companys punks per la qualitat musical. Compartiren un "punt de vista d'home-jove-enfadat, cabell curt, volum matxucador i tempos ràpids com un llampec. The Jam va portar polits vestits a mida on altres van portar roba estripada, van tocar professionalment, eren desafiadorament amateurs. The Jam mostraven clares influències de rock dels 60 on altres menyspreaven (com a mínim ostensiblement) tal música (la qual havia estat una influència important en el "rock d'estadi" i "prog rock" del 1970s). De fet, la banda era etiquetada per alguns periodistes com "revivalists". Van signar amb Polydor Rècords de Chris Parry en les primeries de 1977.

### Enregistraments primerencs (1977)
Damunt 29 abril 1977, Polydor va lliurar el debut de The Jam, "In the City", el qual va puntuar en el Top 40 dins Anglaterra. El 20 de maig, la banda va treure el seu àlbum de debut del mateix nom. L'àlbum, com el de The Clash i Sex Pistols, presentà ràpides, estridents i cançons punxegudes. Allò que els apartava d'aquelles dues bandes era la seva més prevalent influència del rock dels 1960. The Jam va versionar "Slow Down" de Larry Williams (també versionat pel Beatles) i la cançó-tema de la sèrie de televisió Batman, el qual es pot considerar un estàndard per les bandes de rock dels anys seixantes. Els seus originals van revelar la influència de Motown Rècords, Els Beatles i Els Who.
The Jam va tenir lletres polítiques, condemnant la brutalitat policial ("In the City") i desenvolupament expansionista ("Bricks And Mortar"). Tanmateix, una de les cançons més obertament polítiques, "Time For Truth", lamentà la decadència de l'Imperi britànic i va expressar sentiments denigratoris per l"Oncle Jimmy" (el Primer ministre, James Callaghan) sense embuts ("Whatever happened to the great Empire?" / "I think it's time for truth, and the truth is you lost, Uncle Jimmy"). Aquests sentiments pro-Imperi i ostentoses imatges de la bandera de la Unió (Union Flag) van començar per atorgar al grup l'etiqueta de Conservador". Malentesos en la premsa de música sobre la postura política o social són normalment atribuïts a perspectiva lírica d'en Weller. Fins i tot mentre assenyalaren què no els agradava tot reclamant canvis, les lletres d'en Weller van reflectir un afecte profund per una visió idealitzada d'Anglaterra, molt en l'estil de Ray Davies de Kinks. Això contrastat amb la demanda de destrucció de Sex Pistols o les apel·lacions al canvi revolucionari dels Clash. 
Després del senzill no pertanyent a cap Ela-Pe "All Around the World" gairebé assolint el Top 10 del Regne Unit, havent-hi aconseguit un seguiment notable i lleial en un temps tan curt, The Jam va ser pressionat per produir més material de pressa. El seu segon àlbum, This Is the Modern World, va ser lliurat més tard dins l'any 1977. Bruce Foxton, generalment considerat un compositor menor que Weller, va contribuir a dues cançons a l'LP ("Don't Tell Them You're Sane" and "London Traffic"), tots dos invitaven al criticisme. La seva sortida de composicions gradualment minvà, deixant Weller fermament establert com el compositor en cap de la banda. Malgrat mostrar més varietat estilística que abans, incloent algunes aventures al pop introspectiu, This Is The Modern World no va ser àmpliament elogiat. Tanmateix, quan John Peel escoltà l'àlbum, el va reproduir tot sencer d'un cop en un espectacle, una cançó darrere de l'altra.

### All Mod Cons (1978)
Durant març de 1978, The Jam treiè al mercat "News of the World", un single sense àlbum que mostrava ambdues cares escrites i cantades per Foxton. Va arribar al 27 del Regne Unit, i era el segon impacte més gran fins a la data de la banda. Això era l'única composició en solitari d'en Foxton editada com a cara A d'un senzill de Jam. Quan la banda va tornar a l'estudi per enregistrar un tercer àlbum de contribucions primàriament d'en Foxton, les seves cançons van ser rebutjades pels productors com pobres, i van les van posposar sense incloure-les a l'àlbum amb esperances que Weller un cop més trobaria inspiració. "News of the World" és ara utilitzat en el tema d'obertura de l'espectacle televisiu de la BBC Mock the Week.
Retornant al seu poble natal Woking, Weller va gastar molt del seu temps escoltant àlbums dels Kinks i deixant que li arribaren cançons noves. The Jam va comercialitzar el seu pròxim senzill, un cara A de dues cançons: "David Watts"/"'A' Bomb in Wardour Street". "David Watts" era una versió d'una cançó de Kinks, a través de la qual Weller i Foxton van bescanviar les veus principals." 'A' Bomb in Wardour Street" era un original d'en Weller. Una de les seves cançons més dures i més intenses, Weller va maleir els perdonavides violents que plagaven l'escena del punk-rock sobre una tibant figura musical de dos acords. Esdevingué el seu major èxit en 7 polsades d'ençà "All Around the World".
No va ser fins al seu pròxim senzill, "Down in the Tube Station at Midnight", que The Jam realment recuperà el seu anterior reconeixement de la crítica. La cançó va ser un relat dramàtic de ser atrapat per perdonavides que "feien olor de Presó de Wormwood i de nombroses reunions de dreta". Al voltant d'aquest temps, The Jam aprimaren el seu equip de dos productors a un, Vic Coppersmith-Heaven, qui va ajudar a desenvolupar el so del grup amb guitarres harmonitzades i textures acústiques. Dins 1978, The Jam va lliurar el seu tercer LP, All Mod Cons, el qual va incloure tres pistes anteriorment comercialitzades entre les 12 en total: "David Watts", " 'A' Bomb In Wardour Street", i "Down in the Tube Station at Midnight". (També va contenir dues cançons de Polydor que anteriorment hi havia refusat per treure a l'aire el senzill "Billy Hunt" i la balada acústica "English Rose".)

### Going Underground (1979–1981)
Tot seguit dels dos reeixits i aclamats per la crítica senzills no inclosos en LP, "Strange Town" i "When You're Young", la banda va lliurar "The Eton Rifles" com avançament del seu àlbum nou. El grup aconseguí el seu primer Top10, assolint la posició número 3 de la llista del RU. Novembre de 1979 va veure la llum l'àlbum Setting Sons, un altre impacte en el Regne Unit, i la seva primera entrada en llistes dels EUA, encara que amb el 137 del Billboard 200. L'àlbum va començar la vida com a àlbum de concepte sobre tres amics d'infantesa, encara que al final moltes de les cançons no van relacionar-se amb aquest tema. Moltes de les cançons van tenir sobretons polítics; "Eton Rifles" era inspirat en enfrontaments entre manifestants en una marxa de lluita per la classe treballadora - Right to Work dins una campanya iniciada pels Treballadors de Socialista d'ala esquerra Socialist Workers Party – i alumnes de la l'escola d'elit Eton College i acadèmia de formació militar. "Little Boy Soldiers" era un peça anti-guerra de diversos moviment en l'estil de Ray Davies. Una altra cançó notable de l'àlbum era la d'en Bruce Foxton "Smithers-Jones", al principi un costat-b del senzill "When You're Young". La cançó és gairebé unànimement considerada la seva contribució més gran The Jam. Enregistrada amb instrumentació de rock elèctric per l'edició del senzill, "Smithers-Jones" va ser radicalment reformada per l'àlbum Setting Sons, incloent un arranjament de cordes.
El primer senzill de Jam de 1980 va ser projectat que fos "Dreams of Children", que combinava lletres ombrívoles lamentant la pèrdua de l'optimisme de la infància amb uns rotunds suport instrumental psicodèlic i producció. A causa d'un error d'etiquetatge, no obstant això, els costats a i b del single es van invertir, resultant el més convencional "Going Underground", la cara més emesa i atesa que "Somnis de Nens". Com a resultat, només "Going Underground" era inicialment llistat en els gràfics, encara que el senzill va ser oficialment reconegut (i enumerat) com a doble cara A en el moment en què el llançament va aconseguir el número 1 al Regne Unit. En promocionar l'àlbum als Estats Units, el grup va aparèixer a American Bandstand, interpretant "(Love Is Like a) Heat Wave", una versió de la cançó del grup femení de Motown Martha and the Vandellas. També van aparèixer en la sèrie nord-americana d'sketxs còmics Fridays, tocant la cançó "Private Hell".
Sound Affects va ser llançat al novembre de 1980. Paul Weller va dir que estava influenciat per The Beatles Revòlver i l'àlbum de Michael Jackson Off the Wall també. De fet, diverses cançons recorden l'era-Revòlver de la revolució psicodèlica, com ara "Monday", "Man in the Corner Shop", i l'acústica "That's Entertainment". Segons Weller, va escriure "Això és entreteniment", un comentari amarg sobre la duresa de la vida moderna de la classe treballadora, uns 15 minuts després de tornar ebri del pub. Tot i estar només disponible com a únic d'importació, va aconseguir el seu lloc en el número 21 de les llistes britàniques, una gesta sense precedents. Ara és indiscutiblement la cançó més famosa de The Jam. Malgrat la manca d'èxit comercial del grup a Amèrica, fins i tot va fer la llista nord-americana Rolling Stone de les 500 millors cançons de tots els temps.
"Start!", Llançat abans de l'àlbum, es va convertir en un altre single número 1. Tenia una línia de baixos, guitarra rítmica i guitarra solista molt similar al tall de Revolver (Beatles), "Taxman", però estava arranjada com una cançó completament diferent..Algunes influències nord-americanes de R & B contemporanis, incloent en Michael Jackson, apareixen en els ritmes de conducció de Buckler que basteixen l'àlbum (com ara "But I'm Different Now"), i més evidentment en la línia de baixos d'en Foxton influïda pel funk en "Pretty Green". L'àlbum també revela influències dels grups post-punk com Wire, XTC, Joy Division i Gang of Four. L'àlbum va ser un èxit número 2 al Regne Unit i va aconseguir el seu lloc en el número 72 en les cartelleres dels Estats Units, el seu àlbum nord-americà més reeixit.

### The Gifti trencament (1981–1982)
Dos senzills sense LP, "Funeral Pyre" i "Absolute Beginners", van abandonar el pop psicodèlic de Sound Affects; "Absolute Beginners" (nomenat en homenatge a una novel·la de culte del mateix títol) va tenir un so amb més R & B, i "Funeral Pyre" va estar influenciat per la new wave music. "Funeral Pyre" està construït al voltant del bateria de Buckler, i llevat de la pista "Music for the Last Couple", és l'única en el catàleg del grup que porta un crèdit d'escriptura conjunta Buckler/Foxton/Weller. ("Funeral Pyre" i "Music for the Last Couple" són les úniques cançons per les quals Buckler rep crèdit d'escriptura).
El lliurament de The Gift, l'estudi final de la banda LP, va ser un gran èxit comercial, arribant al número 1 en les llistes britàniques. Va comptar amb diverses cançons d'estil soul, funk i R & B; sobretot, el número 1, "Town Called Malice", que compta amb una línia de baix d'estil Motown que recorda una mica a la The Supremes "You Can not Hurry Love". La cançó incloïa treballs de Keith Thomas i Steve Nichol, que més tard es van fer coneguts com a membres dels grups de R & B Legacy and Loose Ends respectivament. "Town Called Malice", una altra història basada en la realitat per enfrontar-se a les dificultats de la vida en una petita ciutat anglesa abandonada, és una de les poques cançons de Jam que Weller encara interpreta en els concerts (juntament amb "That's Entertainment", "Man in the Corner Shop "," Strange Town "," Art School "," Start "i" In the Crowd "). Quan "Town Called Malice" va aconseguir el número u, el grup va tenir l'honor de fer-lo amb la seva doble cara A, "Precious" a Top of the Pops. L'única banda que es va concedir a aquest luxe, els Beatles. Després de la balada d'ànima carregada de cordes "The Bitterest Pill (I Ever Had to Swallow)" va arribar al segon lloc, la banda va seguir amb el seu excitant final i un altre número u "Beat Surrender", ambdós senzills amb Tracie Young també va actuar com a vocalista en el senzill de presentació de The Style Council (La posterior banda d'en Weller després de Jam),"Speak Like a Child".
Per sorpresa universal, el 30 d'octubre de 1982 Weller va anunciar al públic la seva intenció de dissoldre The Jam després de la seva propera i curta gira de concerts pel Regne Unit. Aquesta es va convertir en una gira de comiat i també van fer les seves aparicions finals a Top of the Pops i The Tube per promocionar Beat Surrender. La gira incloïa cinc nits consecutives al Wembley Arena, totes elles esgotades en un termini de vint minuts després de l'obertura de les taquilles. L'última cita de l'itinerari original va ser programada pel 10 de desembre de 1982 al Guildford Civic Hall, prop de la ciutat natal de Woking. No obstant això, a causa de la demanda de bitllets, es va afegir una data de gira addicional al Brighton Conference Center per a la tarda següent, l'11 de desembre de 1982, de manera que Brighton es va convertir en el lloc de la seva última actuació.
La decisió de dividir era únicament de Weller; explicant en el moment que no li agradava la idea de continuar durant el major temps possible, simplement perquè tenien èxit, més tard va dir al Daily Mirror abans d'un documental d'Sky de l'any 2015 ", volia acabar amb això per veure què més era capaç de fer, i encara estic segur que ens vam aturar en el moment adequat. Em sento orgullós del que vam fer però no volia diluir-ho, o perquè resultem vergonyants tractant de continuar per sempre. Acabem al nostre màxim. Crec que hem aconseguit tot el que volíem o necessitem, tant comercialment com artísticament.
La decisió de Weller de seguir endavant, anunciada pel seu pare, el mànager de la banda, en una reunió extraordinària de la banda l'estiu de 1982, "va arribar com un xoc" a Buckler i Foxton, que volien mantenir la banda junts; Buckler va dir a la publicació Woking News and Mail el 2012: "Era com si anàrem conduint vers un penya-segat a finals d'any i que seguir pensant" Bé, potser canviarà d'idea ". Ambdós Buckler i Foxton va descriure l'experiència com amarga, però en anys més tardans expressaren comprensió, si bé no completa acceptació. Després de la ruptura, Foxton no va parlar amb Weller durant més de 20 anys, i Buckler va dir el 2015 que encara no havia parlat amb Weller, ja que, malgrat els repetits intents de Buckler i Foxton el 1983 i 1984 per trobar-se i parlar. Com que la gira de comiat s'acostava a la fi, Polydor va publicar un àlbum en viu titulat Dig the New Breed, una col·lecció de cançons de diverses actuacions de concerts sobre la carrera de cinc anys de la banda, que, tot i tenir un èxit comercial, es va reunir amb ressenyes mixtes. El mes següent al concert final de Brighton, Polydor va tornar a rellançar tots els setze senzills de la banda, dels quals nou dels quals van tornar a entrar als les llistes del Regne Unit el 22 de gener de 1983.

### Després de The Jam (1983–2006)
Weller aviat va anunciar la formació d'una nova banda, The Style Council, un duo amb el teclat Mick Talbot, anteriorment de la banda Mod revival The Merton Parkas de menor èxit comercial. Finalment, es van separar el 1989.
Seguint un curt pacte de treball per enregistrar demostracions de cançons amb Jake Burns i Dolphin Taylor, anteriorment a l'equip de punk d'irlandès punk Stiff Little Fingers, Bruce Foxton va lliurar el seu debut en solitari "Freak" en Arista Rècords. Entrant al Gràfic de Senzills del Regne Unit amb el 34 el 30 de juliol de 1983, finalment pujant fins al 23 i assegurant una aparició en Top of the Pops. L'àlbum en solitari d'en Foxton Touch Sensitive seguit dins 1984, pels subsegüents singles "This Is The Way", "It Makes Me Wonder" i "SOS: My Imagination" van fallar llur entrada als Top 40. Un darrer senzill "Play This Game To Win" va ser llançat per Harvest Records novembre de 1986.
Bruce Foxton va continuar per reemplaçar Ali McMordie en un reformat Stiff Little Fingers en 1990, quedant-se amb la banda fins a gener 2006, quan s'esborrà per seguir altres projectes. Més tard aquell any va unir-se a en Simon Townshend (germà de Pete Townshend), Mark Brzezicki i Bruce Watson (tots dos de Big Country) en la banda Casbah Club, els quals va editar un àlbum anomenat Venustraphobia.
Després de la divisió de The Jam, Rick Buckler va formar Time UK amb Jimmy Edwards i Ray Simone, anteriorment de Masterswitch, l'ex guitarrista de Tom Robinson Band Danny Kustow i (breument) l'ex baixista de Radio Stars / Sparks, Martin Gordon. La banda va llançar tres senzills "The Cabaret", "Playground of Privilege" i "You not Stop" abans de plegar-se. El 1986, Buckler i Foxton van llançar el senzill "Entertain Em" sota el nom de Sharp.
També s'han publicat sis àlbums de més grans d'èxits de The Jam.
Una caixa de cinc CD durant 2006, Direction Reaction Creation, presentant tot del material d'estudi de The Jam (més un disc de rareses) aconseguí el vuitè lloc en el Gràfic d'Àlbums del Regne Unit després del seu alliberament dins 1997; una consecució sense precedents per un conjunt de discs en caixa. Dins 2002, la Virgin Radio va comptar amb els 100 millors artistes de música britànica de tots els temps en una enquesta als oients i The Jam eren al lloc número 5 en la llista. Weller Va fer dos altres dos llocs en l'enquesta; un tema d'Style Council, 93 i altre en solitari, 21.
Després de la ruptura de The Jam, Weller i Foxton segons es diu no va parlar a un altre per 20 anys. Tanmateix, dins juny 2006, va ser informat que Weller i Foxton es van trobar entre bastidors al concert de The Who del Hyde Park, i una conversa de deu minuts acabada amb una abraçada. Foxton va declarar que els dos havien esdevingut amics un altre cop durant 2009 i això va permetre que col·laboraren en dues pistes d'en Weller del seu àlbum en solitari Wake Up The Nation a primeries de 2010. Dins maig 2010, Weller i Foxton van aparèixer junt en escena per primer cop en 28 anys a la Sala Albert Hall de Londres. Tanmateix, Foxton exclogué una reunió de The Jam.

### From The Jam (2007–present)

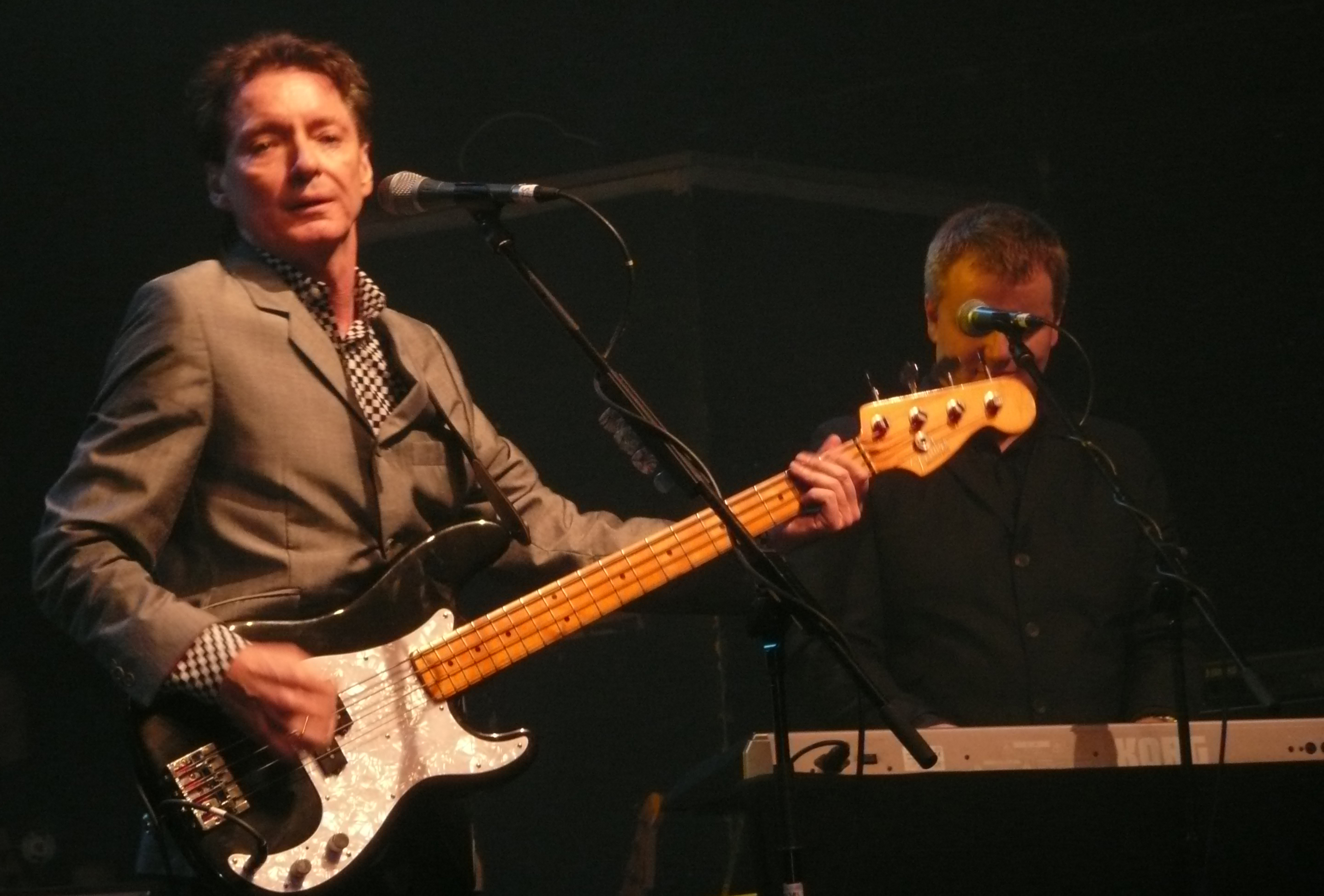
Bruce Foxton en concert de From The Jam (2007)

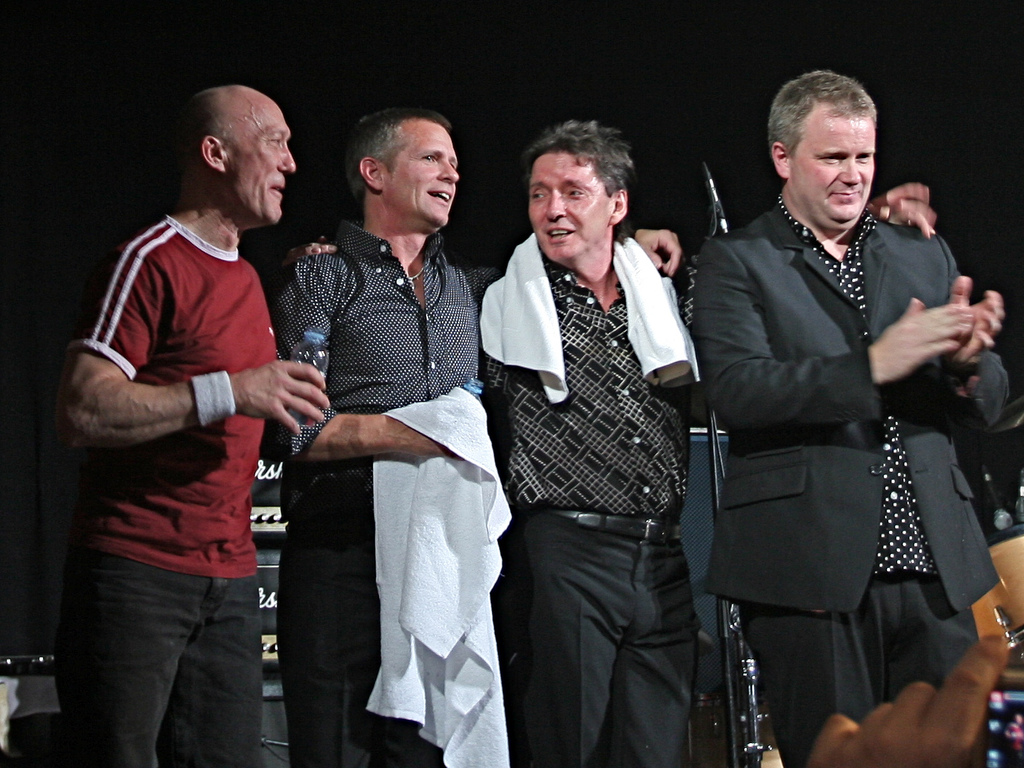
From The Jam a la Sala Apolo de Barcelona, 9/11/2007.

Bruce Foxton es va mantenir com a baixista amb The Gift, amb David Moore passant a la segona guitarra i teclats. En aquest punt el grup va canviar el seu nom a From The Jam. En un comunicat de premsa oficial el 2007, Foxton i Buckler van anunciar que estaven treballant en un nou àlbum i una gira per al Regne Unit, que es va esgotar en deu dies. Weller no va participar, i ha expressat públicament la seva manca d'interès en qualsevol tipus de reunificació. En una entrevista de 2006 amb la BBC Radio 6 Music, Weller va afirmar que una reunió de The Jam "mai, mai succeirà", i que les reformacions són "tristes". Va dir: "Jo i els meus fills hauríem de ser indigents i morir de fam a la vorera abans de considerar-ho, i no crec que això passi ... La música de Jam encara significa alguna cosa per a la gent i en gran part per allò que significa és perquè ens vam aturar en el moment adequat, no va continuar resulta incòmode".
From The Jam va recórrer el Regne Unit a la fi de 2007, acabant amb un concert al Brighton Center el 21 de desembre de 2007 per commemorar el 25 aniversari del concurs final de The Jam. Al febrer de 2008, van recórrer els Estats Units i Canadà, concretament a Los Angeles, San Francisco, Vancouver, Toronto, Chicago i Nova York. El març de 2008, van recórrer Austràlia i Nova Zelanda – primer cop per Foxton i Buckler.
Un concert complet (enregistrat al London Astoria desembre de 2007) va ser editat en DVD per l'editora "indie" ubicada a Londres Invisible Hands Music dins en novembre de 2008. David Moore va deixar la banda a començaments de 2009, traient un àlbum amb Mat Douglass a abril de l'any següent amb Invisible Hands Music, sota el nom The Squire Cercle. Rick Buckler va anunciar la seva sortida de la banda a finals de 2009.
El 2012, un nou àlbum Back in the Room va ser publicat sota el nom de Bruce Foxton amb ressenyes generalment favorables. La banda va comptar amb Bruce Foxton (Baix / Veus) i Russell Hastings (Guitarra / Veus) amb Mark Brzezicki de Big Country a la bateria. Llançat per Bass Tone Records, l'àlbum va ser gravat als estudis Black Barn de Paul Weller, amb el mateix Weller apareixent en diverses pistes, inclòs el primer senzill "Number Six". Altres convidats especials de l'àlbum inclouen Steve Cropper (Booker T and the M.G.'s) i Steve Norman (Spandau Ballet). Un segon single de l'àlbum "Do not Waste My Time" va ser llançat el 28 d'abril de 2013. L'àlbum de seguiment Smash the Clock es va registrar una vegada més als estudis de Paul Weller Black Barn, amb Wilko Johnson i altres convidats, va ser llançat el 18 de març de 2016.

## Exposició
El 13 d'abril de 2015 es va anunciar que una exposició titulada "The Jam: About the Young Idea" corria del 26 de juny al 31 d'agost de 2015 a Somerset House de Londres. Per primera vegada, els tres membres de la banda, la família Weller i l'arxiver de música Den Davis van obrir els seus arxius, especialment per a l'espectacle. Malgrat les expectatives de Foxton que l'obertura portaria els tres membres junts a l'escenari per primera vegada des de la seva divisió de 1982, Buckler no va assistir. NME va informar aleshores que, mentre que Foxton i Weller aparentment es van reconciliar no més tard de 2010, "Weller i Buckler es diu que no han estat a la mateixa habitació des de la defunció de la seva banda " L'exposició va provar ser molt popular i va ser ajornada fins que 27 setembre 2015. L'exposició era patrocinada per Tory Turk, Nicky Weller (la germana de Paul) i Russell Reader.
Una exposició basada en l'anterior The Young Idea a l'edifici Cunard a Liverpool va ser una experiència interactiva molt més gran, que va recollir l'èxit aclaparador de l'exposició celebrada a Somerset House. El baterista Rick Buckler hi va assistir l'1 de juliol de 2016 per inaugurar l'exposició, que es va executar fins al 25 de setembre, però es va ajornar fins al 6 d'octubre a causa de la demanda popular. Comissaris, la germana de Paul Weller, Nicky, Den Davies i Russell Reader, van reunir una àmplia gamma d'objectes d'interès, incloent-hi els discs, les xifres, els discs d'or, els vestits d'escenografia, els instruments originals i fins a més articles personals proporcionats pels membres de la banda. Una aplicació gratuïta permetia als visitants participar amb les exhibicions escanejant codis, així com permetre que els amants de la música es quedaren amb cinc de les seves exhibicions favorites de l'exposició per gaudir-ne d'elles a posteriori.

## Personal

### The Jam
(1972–1982)
Alineació clàssica
- Paul Weller– veus, guitarra principal, guitarra de baix, teclats, veus secundàries
- Rick Buckler– tambors, percussió
- Bruce Foxton– vocals, guitarra de baix, guitarra de ritme, veus secundàries

Altres membres
- Steve Brookes– guitarra principal (1972–1976)
- Dave Waller– Guitarra rítmica (1972–1973)

Personal addicional
- Tracie Young – donant suport vocal en "Beat Surrender"
- Jennie Matthias (The Belle Stars) veus en duet a "The Bitterest Pill (I Ever Had to Swallow)"
- Peter Wilson – piano, tambors, teclats, orgue Hammond
- Steve Nichol – trompeta, orgue Hammond
- Luke Tunney – trompeta
- Martin Drover – trompeta
- Keith Thomas – saxofon, saxo soprano
- Afrodiziak – veus d'acompanyament
- Russell Henderson – tambors d'acer

### The Gift
(2005–2007)
- Rick Buckler– tambors, percussió
- Russell Hastings– vocals, guitarra
- David Moore– guitarra baixa

Personal addicional
- Bruce Foxton– vocals, guitarra de baix

### From The Jam
(2007–present)
Membres actuals
- Bruce Foxton– vocals, guitarra de baix (2007–present)
- Russell Hastings– vocals, guitarra (2007–present)
- Mike Randon– tambors, percussió (2014–present)

Membres anteriors
- Rick Buckler– tambors, percussió (2007–2009)
- David Moore– teclats, guitarra (2007–2009)
- Mark Brzezicki– tambors, percussió (2009–2013), (2015)
- Steve de Barnard– tambors, percussió (2013–2014)

Personal addicional
- Paul Weller- Presentat en Back in the Room
- Steve Norman- Presentat en Back in the Room
- Steve Cropper- Presentat en Back in the Room
- Wilko Johnson- Presentat en Smash the Clock
- Simon Townshend- guitarra; aparicions en espectacles en viu ocasionals
- Tom Van Heel - teclats, guitarra; músic de Sessió que toca en espectacles en viu

## Discografia

### The Jam
Àlbums d'estudi:
- In the City (1977)
- This Is the Modern World (1977)
- All Mod Cons (1978)
- Setting Sons (1979)
- Sound Affects (1980)
- The Gift (1982)

### From The Jam
- Back in the Room (2012)
- Smash the Clock (2015)